# Transportation Security Administration

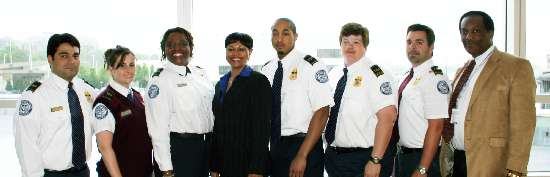
Quelques employés du Transportation Security Administration.

La Transportation Security Administration (TSA) (en français : l'Administration de la Sécurité des Transports) est l'agence nationale américaine de sécurité dans les transports, créée après les événements du 11 septembre 2001. 
D'abord rattachée au département des Transports des États-Unis, elle est désormais rattachée au département de la Sécurité intérieure des États-Unis, créé en mars 2003. Cette agence s'occupe de la sécurité dans les différents moyens de transports.

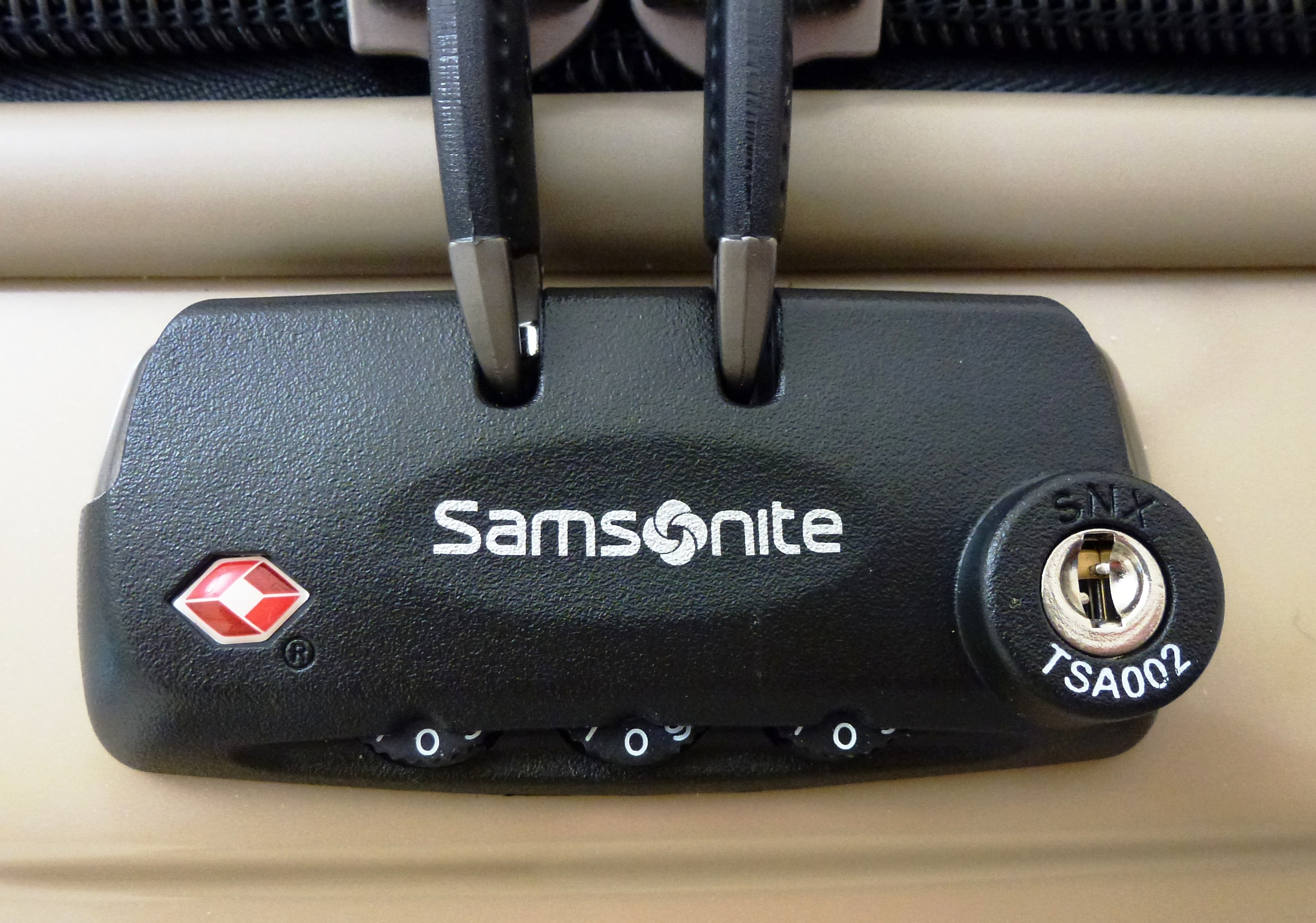
Cadenas avec le logo TSA

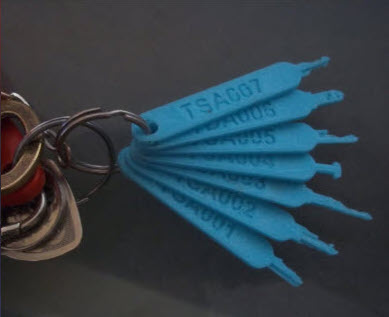
Jeu de clés du système TSA reproduites par imprimante 3D

## Liste des administrateurs de la TSA
| # | Portrait | Nom                | Durée                             | Notes |
| - | -------- | ------------------ | --------------------------------- | --- |
| 1 |          | John Magaw         | 28 janvier 2002 – 18 juillet 2002 | Sous-secrétaire aux Transports pour la Sécurité |
| 2 |          | James Loy          | 19 juillet 2002 – 7 décembre 2003 | Sous-secrétaire aux Transports pour la Sécurité jusqu'à la transition du département de la Sécurité intérieure. |
| 3 |          | David M. Stone     | 8 décembre 2003 – 3 juin 2005     | Intérim jusqu'à juillet 2004 à la suite de sa confirmation par le Sénat des États-Unis. |
| — |          | Kenneth Kasprisin  | 4 juin 2005 – 26 juillet 2005     | Intérim, |
| 4 |          | Kip Hawley         | 27 juillet 2005 – 20 janvier 2009 | |
| — |          | Gale Rossides      | 20 janvier 2009 – 24 juin 2010    | Intérim |
| 5 |          | John S. Pistole    | 25 juin 2010 — 31 décembre 2014   | |
| — |          | Melvin J. Carraway | 1er janvier 2015 – 1er juin 2015  | Acting, reassigned to DHS Office of State and Local Law Enforcement following leak of DHS Inspector General red team test results showing screening failures at TSA checkpoints,. |
| — |          | Mark Hatfield Jr.  | 1er juin 2015 – 4 juin 2015       | Intérim |
| — |          | Francis X. Taylor  | 4 juin – 3 juillet 2015           | Intérim, a également occupé le poste de sous-secrétaire à la Sécurité intérieure pour le Renseignement et l'Analyse. |
| 6 |          | Peter V. Neffenger | 4 juillet 2015 – 20 janvier 2017  | |
| — |          | Huban A. Gowadia   | 20 janvier 2017 – 10 août 2017    | Intérim |
| 7 |          | David Pekoske      | 10 août 2017 – en cours           | A occupé simultanément le poste de secrétaire adjoint par intérim de la Sécurité intérieure du 11 avril 2019 au 13 novembre 2019. Les opérations quotidiennes ont été supervisées par l'administrateur adjoint par intérim Patricia Cogswell pendant cette période. Pekoske a été nommé secrétaire par intérim de la Sécurité intérieure par le président Joe Biden le 20 janvier 2021, tandis que le Sénat examine la nomination d'Alejandro Mayorkas au poste. Tout en servant en tant que secrétaire par intérim, TSA est supervisée par Darby LaJoye, administrateur adjoint exécutif de TSA pour les opérations de sécurité. |